# Bachir Ismaël Ouédraogo
 (juillet 2022).
Pour les articles homonymes, voir Ouédraogo.
Bachir Ismaël Ouédraogo, né le 25 juin 1979, est un économiste et homme politique burkinabé, 
De 2018 à 2022, il est ministre de l'Énergie.

## Biographie
(juillet 2022).
Né le 25 juin 1979, Bachir Ismaël Ouédraogo est titulaire d’un doctorat en Économie des Énergies renouvelables et Changement climatique de l'Université de Manchester, d’un master en Politique publique et Développement humain, spécialisation Finance des Politiques Sociales de l'Université de Maastricht, et d’une maîtrise en Économie, spécialisation Économie de Gestion des entreprises et des organismes (EGEO) de l'Université de Ouagadougou.
Bachir Ismaël Ouédraogo est spécialisé dans l'économie des énergies renouvelables. Il est consultant dans ce domaine et conférencier à la fondation 2iE[Quoi ?].  
Il est nommé, à la faveur d’un remaniement ministériel, ministre de l’énergie le 31 janvier 2018. 